# 窓辺とおこ
窓辺 とおこ（まどべ とおこ）は、株式会社テクノアライアンスによるプロモーションキャラクター。Microsoft Windows 10の発売に合わせてプロモーションされたが、マイクロソフト社非公認である。

## 概要
マイクロソフトの新OS、Windows 10のプロモーションのための「自作パソコン応援キャラクター」として、Windows 10 DSP版取り扱い販売代理店 Windows Navi+ 事務局によって制作されたマイクロソフト非公認のキャラクターである。
キャラクターボイスは野中藍が担当している。
2015年7月31日、深夜販売のメイン会場となっていたCAFE EUROでは、「DSP版Windows 10 発売記念前夜祭」が行われ、その会場にて応援キャラクターが発表され、同日には彼女のTwitterアカウントも開設された。
2015年8月20日、作成者が、窓辺とおこを窓辺とうこと間違えていたことが公式Twitterで判明、名称の修正を行った。

## プロフィール
年齢は17歳で、100年後の窓辺家からやってきている。成績優秀で、テクノロジーに関する知識は豊富である。趣味は人を応援したり、オンラインゲームをしたりすることである。また、少し天然なところもあるため店長によく心配される。
歴代キャラの窓辺ななみや窓辺ゆう&窓辺あい、クラウディア・窓辺などの遠い親戚という設定になっている。
彼女が2015年に来た理由は、Windows 10の発表をはじめ大きなテクノロジーの変革の節目である、西暦2015年に興味があったためらしい。
また、秋葉野自作商会の新人として、アルバイトをしている。